# ترونگ گیانگ
ترونگ گیانگ (به لاتین: Trường Giang) یک سکونتگاه مسکونی در ویتنام است که در استان باک گیانگ واقع شده‌است.